# Ramaria flaccida
Clavaire élastique, Clavaire flasque
Espèce
La Clavaire élastique ou Clavaire flasque (Ramaria flaccida) est une espèce de champignons basidiomycètesde la famille des Gomphaceae. Elle n'est pas comestible.

## Description du sporophore
Il est composé de sporophores qui ont des formes de tiges et sont organisés en rameaux verticaux de 3 à 10 cm de haut.
Les rameaux se terminent en forme de sous-rameaux petites pointes épineuses.

## Comestibilité
Toxique